# Sauris curticornis
Sauris curticornis là một loài bướm đêm trong họ Geometridae.